# GR-16 (Sendero de Gran Recorrido)

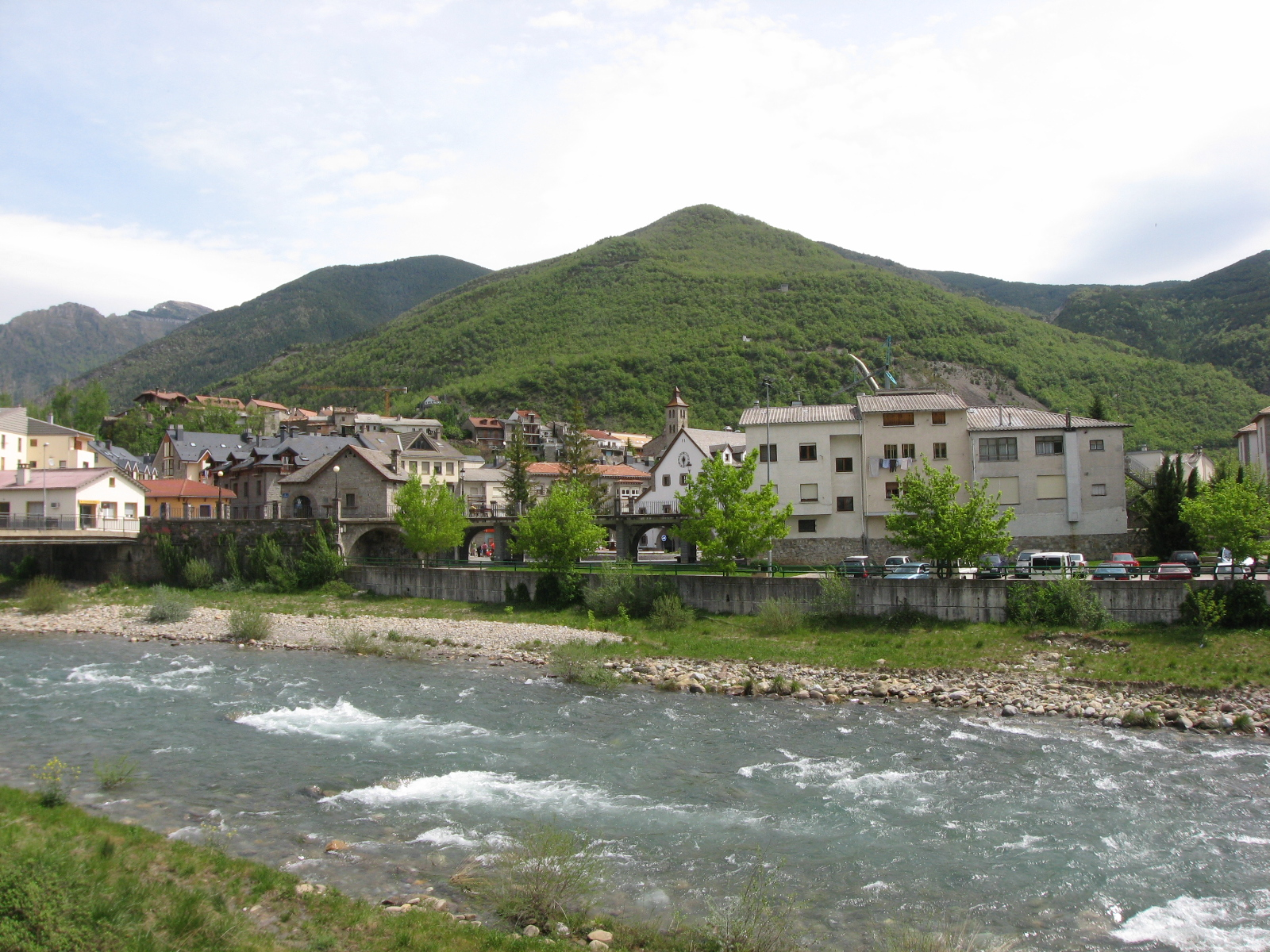
Biescas

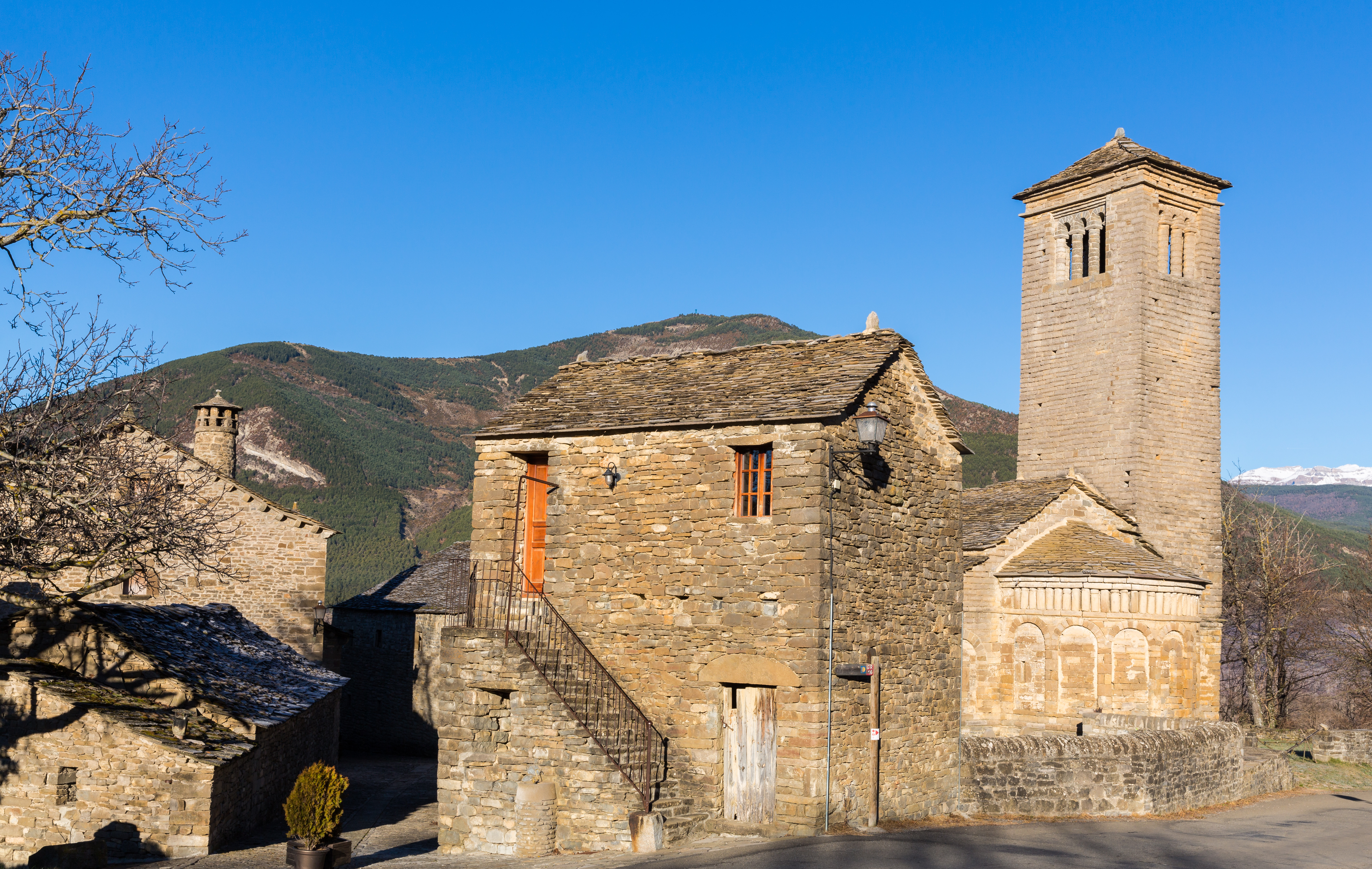
Iglesia de San Pedro en Lárrede

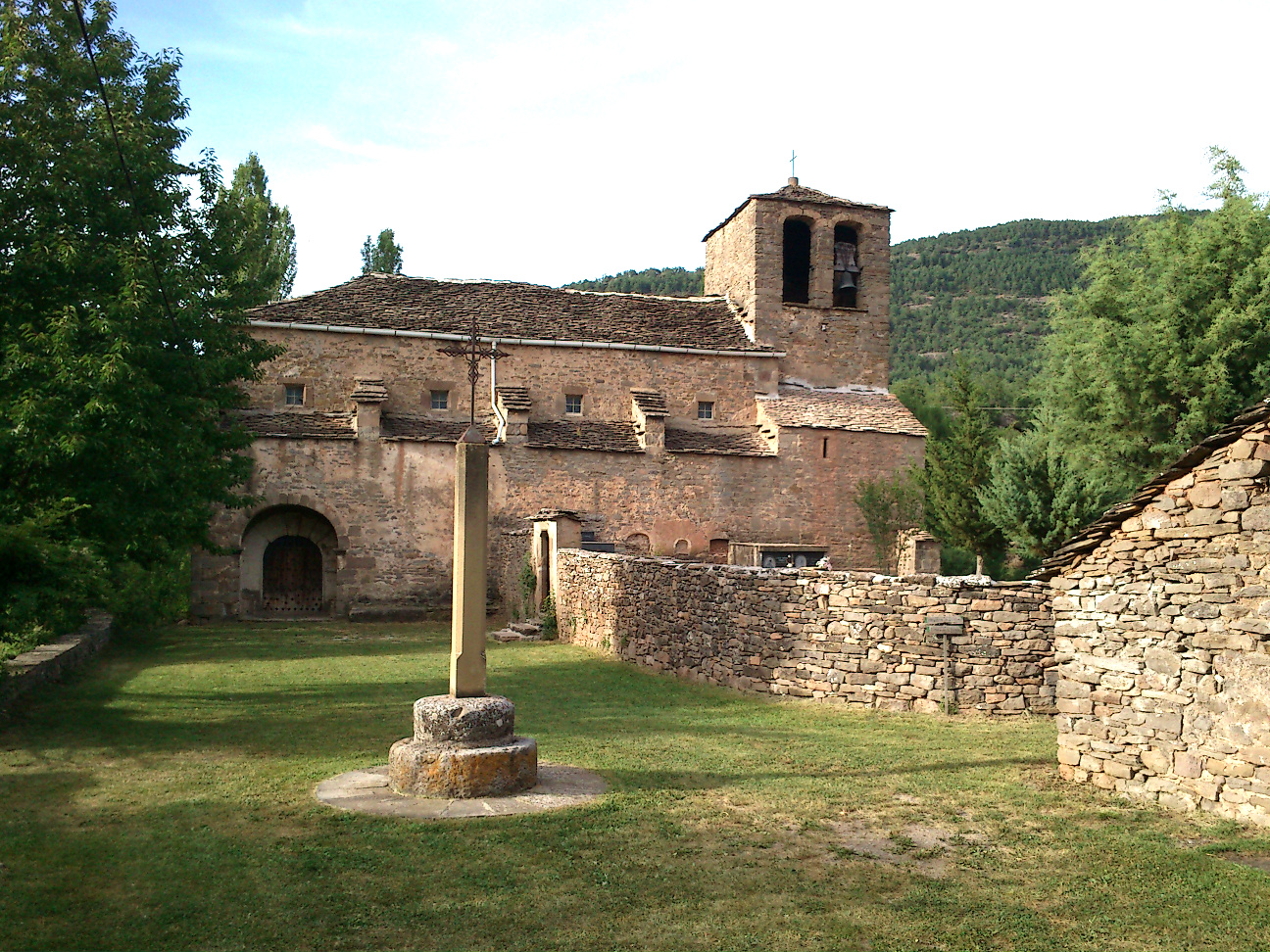
Iglesia de San Juan Bautista de Nocito

El GR-16, denominado Sendero del Serrablo, es un Sendero de Gran Recorrido español. Discurre por el norte de la provincia de Huesca. Tiene dos opciones, hacerlo entre Sallent de Gállego, al norte, y Nocito, al sur, en la Hoya de Huesca, a las puertas de la Sierra de Guara, o entre Biescas, donde empezaría la segunda etapa en la opción anterior, y Nocito.
El Serrablo es una comarca histórica del Pirineo oscense, que en sentido amplio engloba a Biescas y Nocito, y coincide aproximadamente con la comarca actual del Alto Gállego.

## Recorrido
- Etapa 1 (0). Sallent de Gállego-Biescas (sin señalizar), unos 21 km. En Biescas se encuentra con el GR-15, y en Sallent con el GR-11.

- Etapa 2 (1). Biescas-Yebra de Basa, 25,4 km.[2] Una opción más corta de esta etapa pasa por Biescas, Orós Alto, Orós Bajo, Oliván y Lárrede, de solo 13 km. Desde Oliván se puede ascender al despoblado de Susín (1065 m) y desde aquí hay una variante hasta Yebra de Basa.[3] Pasa junto al monte Otoria (1920 m) y desciende por la ruta de las ermitas de Yebra.[4] El camino original sigue hacia el sur desde Lárrede por la izquierda del río Gállego y se desvía hacia Satué. Desde aquí pasa un alto y baja hasta el valle del río Isún, pasa por Isún de Basa y San Román de Basa hasta Yebra de Basa.
- Etapa 3 (2). Yebra de Basa-Nocito, 27,7 km. Desde Yebra el camino discurre hacia el sur, hasta Castiello de Guarga, Gésera, Ibirque y Nocito. Antes de llegar a Nocito se encuentra con el GR-1.[5]